# Gotthold Kimmerle
Gotthold Kimmerle (* 23. Juni 1868 in Bodelshausen; † 30. Dezember 1932 in Stuttgart) war ein deutscher Organist, Chorleiter und Komponist.

## Leben
Kimmerle war Sohn des Oberlehrers Martin Kimmerle (1826–1912) und der Barbara Nill (1840–1900). Von 1889 bis 1901 studierte er am Konservatorium in Stuttgart. Zwischen 1899 und 1904 war er Organist an der Stuttgarter Gedächtniskirche, dann Organist und Chorleiter an der Hospitalkirche.
Er war der erste Chorleiter der Stuttgarter Hymnus-Chorknaben, welche er von 1900 bis 1922 leitete. Seine Vorbilder waren die berühmten Chöre von Leipzig und Dresden.
Sein kompositorisches Schaffen stand ganz im Zeichen seines pädagogischen Interesses. Im Jahr 1916 veröffentlichte Kimmerle in zwei Bänden seine Singübungen für die Unter- und Mittelklassen höherer und anderer Schulen, Band 1 für die Schulklassen 3 bis 5 und Band 2 für die Klassen 6 und 7. Drei Jahre später erschien Polyhymnia. Chorbuch des Stuttgarter Knabenchors Hymnus. Band 1 umfasst Choräle und Band 2 Psalmen, Motetten und andere geistliche Gesänge. Seine Singschule mit kurzgefaßter Musiklehre in drei Stufen für Schulen und zum Privatgebrauch von 1925 knüpfte an die „Singübungen“ an. Zu seinen Kompositionen gehört die Vertonung Ein frischer Mut und Liederlust für vierstimmigen Chor und Klavier.
Kimmerle unterrichtete als Oberreallehrer am Königin-Katharina-Stift-Gymnasium Stuttgart. Er wurde auf dem Pragfriedhof in Stuttgart bestattet.

## Veröffentlichungen
- Die Orgel der Hospitalkirche zu Stuttgart, erbaut von Friedrich Weigle, Orgelbaumeister in Echterdingen-Stuttgart; eine Anleitung zum Verständnis des Werks. Hammer, Stuttgart 1915.
- Hrsg.: Singübungen für die Unter- und Mittelklassen höherer und anderer Schulen, 2 Hefte. Auer, Stuttgart 1916.
  - Heft 1: Für das 3., 4. und 5. Schuljahr.
  - Heft 2: 6. u. 7. Schuljahr
- Polyhymnia. Chorbuch des Stuttgarter Knabenchors Hymnus, für Schüler- und Jungfrauenchöre. Auer, Stuttgart, 
  - Teil 1: Choräle, ca. 1919
  - Teil 2: Psalmen, Motetten und andere geistliche Gesänge, 1919
- Singschule mit kurzgefaßter Musiklehre in drei Stufen für Schulen und zum Privatgebrauch. Auer, Stuttgart 1925.